# Tremembé (telessérie)
Tremembé é uma futura série brasileira de true crime e drama produzida pelo Prime Video. Com direção de Vera Egito que assina o roteiro ao lado de Ullisses Campbell, Juliana Rosenthal, Thays Berbe e Maria Isabel Iorio. A primeira temporada está prevista para estrear em 2025 na plataforma de streaming.

## Sinopse
A série mergulha na rotina de presos infames, como Suzane von Richthofen, Elize Matsunaga e os irmãos Cravinhos, revelando as complexas dinâmicas de convivência dentro do sistema prisional. Além de explorar as relações entre os detentos, a trama revisita os crimes que os tornaram figuras notórias no Brasil. Baseada nos livros de Ulisses, a produção oferece uma visão inédita dos bastidores da vida carcerária, combinando fidelidade aos acontecimentos reais com uma narrativa envolvente. A série também levanta debates essenciais sobre o sistema prisional brasileiro e suas implicações sociais.

## Elenco
- Marina Ruy Barbosa como Suzane von Richthofen
- Carol Garcia como Elize Matsunaga
- Letícia Rodrigues como Sandra Regina Ruiz (Sandrão)
- Bianca Comparato como Anna Carolina Jatobá
- Felipe Simas como Daniel Cravinhos
- Kelner Macêdo como Cristian Cravinhos
- Anselmo Vasconcelos como Roger Abdelmassih
- Lucas Oradovschi como Alexandre Nardoni
- Ana Paula Dias
- Silmara Deon
- Miguel Nader